# Brinjeva Draga
Brinjeva Draga je naselje u Hrvatskoj u sastavu Grada Čabra. Nalazi se u Primorsko-goranskoj županiji.

## Zemljopis
Sjeverozapadno su Lautari, sjeverno su Gorači, sjeveroistočno su izvor rječice Čabranke i Slovenija te u Sloveniji Stari Kot, istočno-sjeveroistočno su Parg, Tropeti, Čabar, jugoistočno su Gornji Žagari, Prhutova Draga, Vrhovci, Makov Hrib, Lazi i Tršće, južno-jugoistočno su Ravnice, Srednja Draga i Crni Lazi.

## Stanovništvo
| broj stanovnika | 42    | 33    | 25    | 34    | 31    | 25    | 31    | 36    | 19    | 26    | 24    | 17    | 15    | 14    | 11    | 5     | 3     |
|                 | 1857. | 1869. | 1880. | 1890. | 1900. | 1910. | 1921. | 1931. | 1948. | 1953. | 1961. | 1971. | 1981. | 1991. | 2001. | 2011. | 2021. |